# Oryzomys gorgasi
Oryzomys gorgasi је врста глодара из породице хрчкова (лат. Cricetidae). 

## Распрострањење
Врста је присутна у Венецуели и Колумбији.

## Станиште
Врста Oryzomys gorgasi има станиште на копну.

## Угроженост
Ова врста се сматра угроженом.

### Популациони тренд
Популација ове врсте се смањује, судећи по расположивим подацима.